# جيم كلايتون (مجدف)
جيم كلايتون (بالإنجليزية: Jim Clayton) هو مجدف نيوزيلندي، ولد في 13 أبريل 1911، وتوفي في 9 يونيو 1992.